# Båtnäbbstyrann
Båtnäbbstyrann (Megarynchus pitangua) är en fågel i familjen tyranner inom ordningen tättingar.

## Utseende och läte
Båtnäbbstyrannen är en stor tyrann med kraftig näbb. I fjäderdräkten påminner den om en rad andra arter, inte minst större kiskadi, med svartvitt mönster på huvudet och gul undersida. Denna art utmärker sig genom matt olivgrön ovansida utan inslag av rostrött och kraftigare näbb med mer böjd kulmen. 

## Utbredning och systematik
Båtnäbbstyrannen placeras som ensam art i släktet Megarynchus. Den delas in i tre grupper av sex underarter med följande utbredning:
- mexicanus-gruppen
  - Megarynchus pitangua tardiusculus – förberg i nordvästra Mexiko (södra Sinaloa till Nayarit)
  - Megarynchus pitangua caniceps – sydvästra Mexiko (södra Jalisco)
  - Megarynchus pitangua mexicanus – östra Mexiko (Tamaulipas) till nordvästra Colombia, Cébaco (Panama)
  - Megarynchus pitangua deserticola – centrala Guatemala (Río Negro)
- Megarynchus pitangua pitangua – tropiska norra och centrala Sydamerika söderut till norra Argentina samt på Trinidad
- Megarynchus pitangua chrysogaster – Stillahavssluttningen i västra Ecuador och nordvästra Peru (Tumbes och norra Piura)

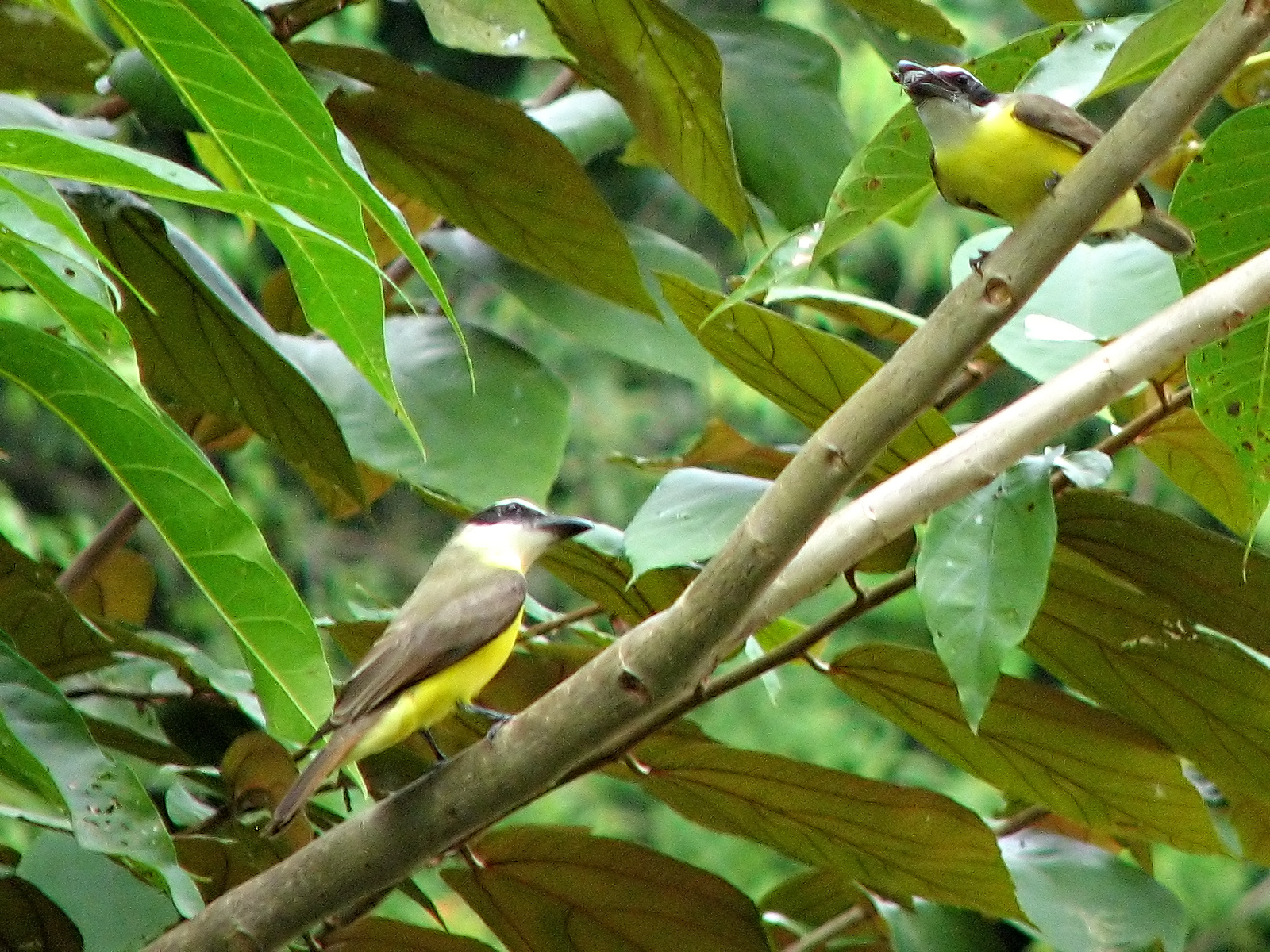
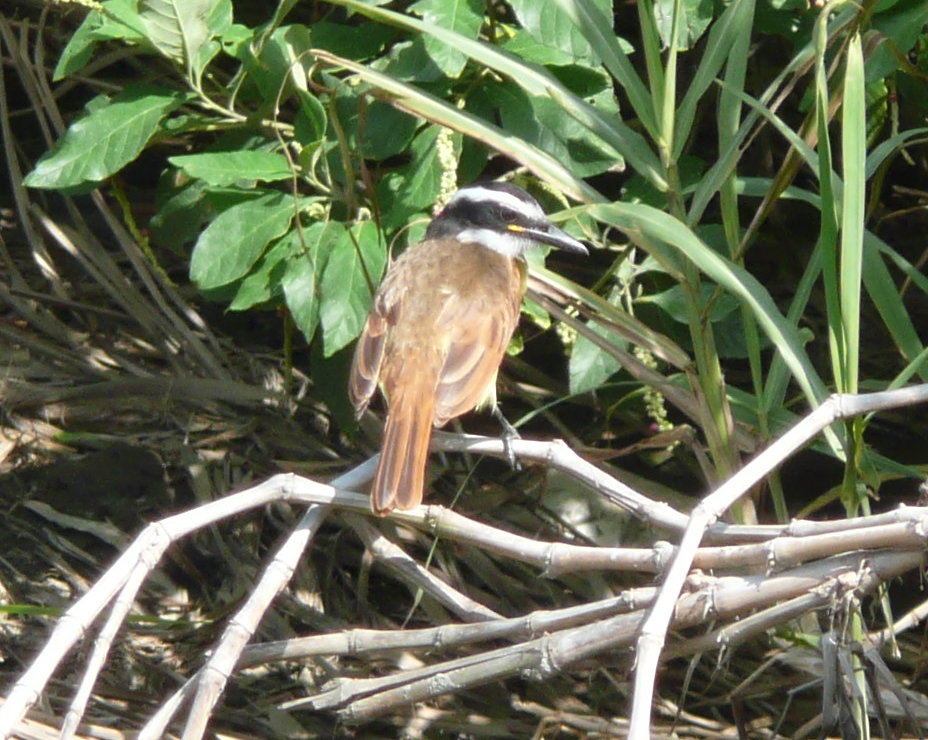
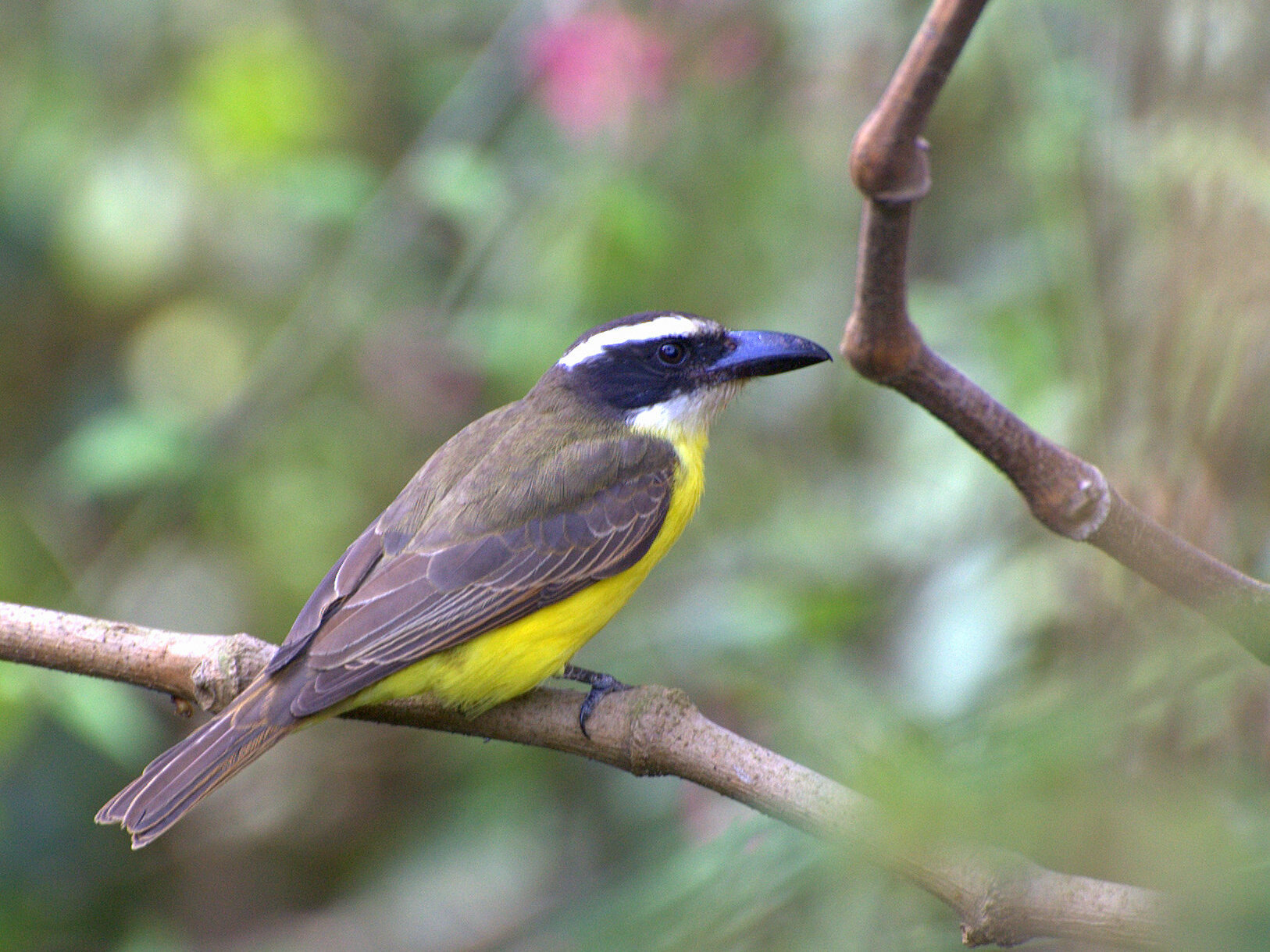

## Levnadssätt
Båtänbbstyrannen hittas i tropiska och subtropiska skogar, men även i halvöppna områden med högre träd. Den ses sitta på medelhög till hög höjd, ofta i trädtaket.

## Status och hot
Arten har ett stort utbredningsområde och en stor population med stabil utveckling. Utifrån dessa kriterier kategoriserar IUCN arten som livskraftig (LC).